# Opsirhina
Opsirhina är ett släkte av fjärilar. Opsirhina ingår i familjen ädelspinnare.
Kladogram enligt Catalogue of Life:
| Opsirhina | \| \| Opsirhina albigutta \| \| \| \| \| \| Opsirhina alphaea \| \| \| \| \| \| Opsirhina hilaropa \| \| \| \| \| \| Opsirhina lateritia \| \| \| \| \| \| Opsirhina lechriodes \| \| \| \| \| \| Opsirhina melanacra \| \| \| \| \| \| Opsirhina pyrsocoma \| \| \| \| |
|           | \| \| Opsirhina albigutta \| \| \| \| \| \| Opsirhina alphaea \| \| \| \| \| \| Opsirhina hilaropa \| \| \| \| \| \| Opsirhina lateritia \| \| \| \| \| \| Opsirhina lechriodes \| \| \| \| \| \| Opsirhina melanacra \| \| \| \| \| \| Opsirhina pyrsocoma \| \| \| \| |
|           | Opsirhina albigutta |
|           | |
|           | Opsirhina alphaea |
|           | |
|           | Opsirhina hilaropa |
|           | |
|           | Opsirhina lateritia |
|           | |
|           | Opsirhina lechriodes |
|           | |
|           | Opsirhina melanacra |
|           | |
|           | Opsirhina pyrsocoma |
|           | |

## Bildgalleri

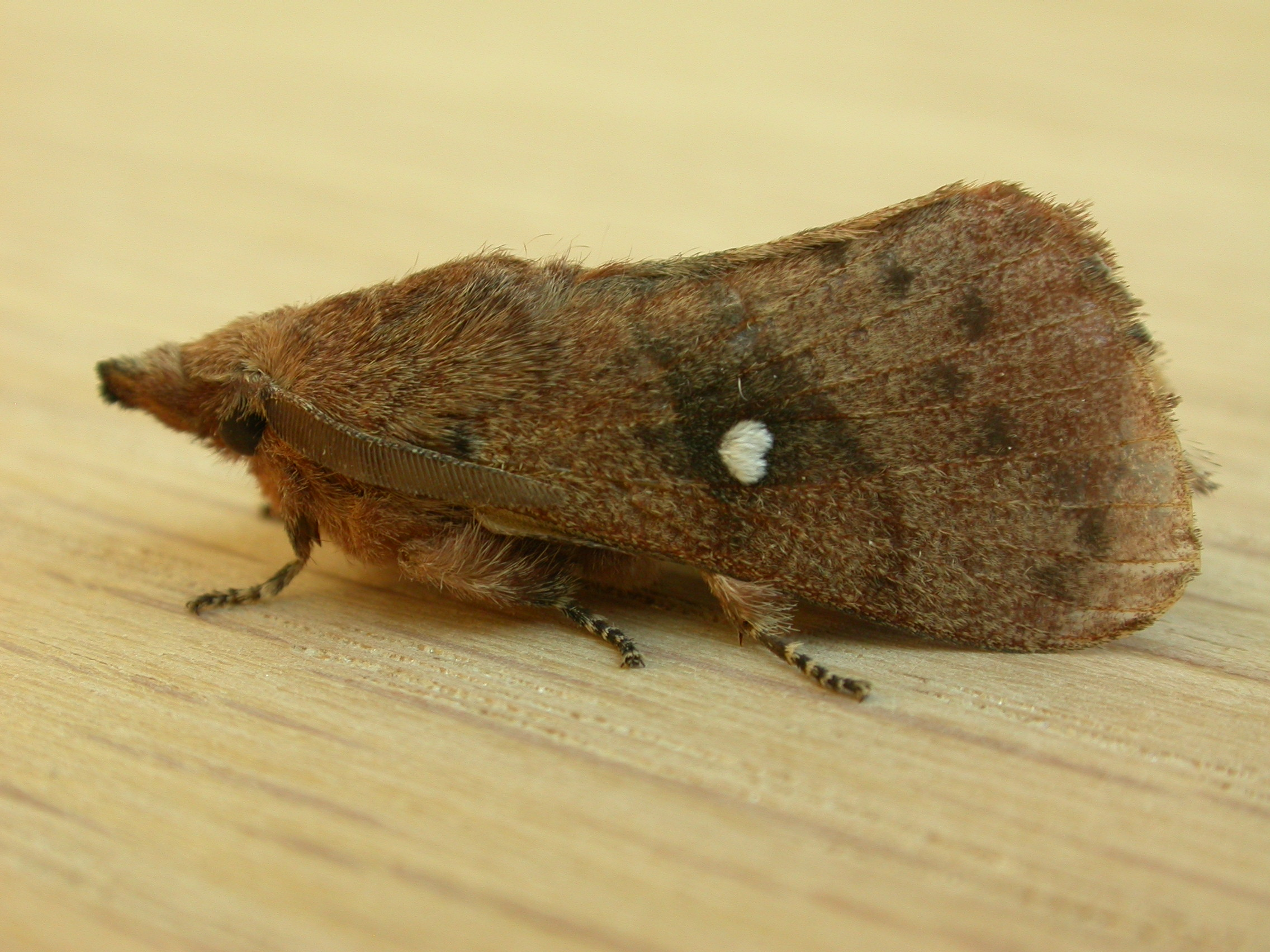
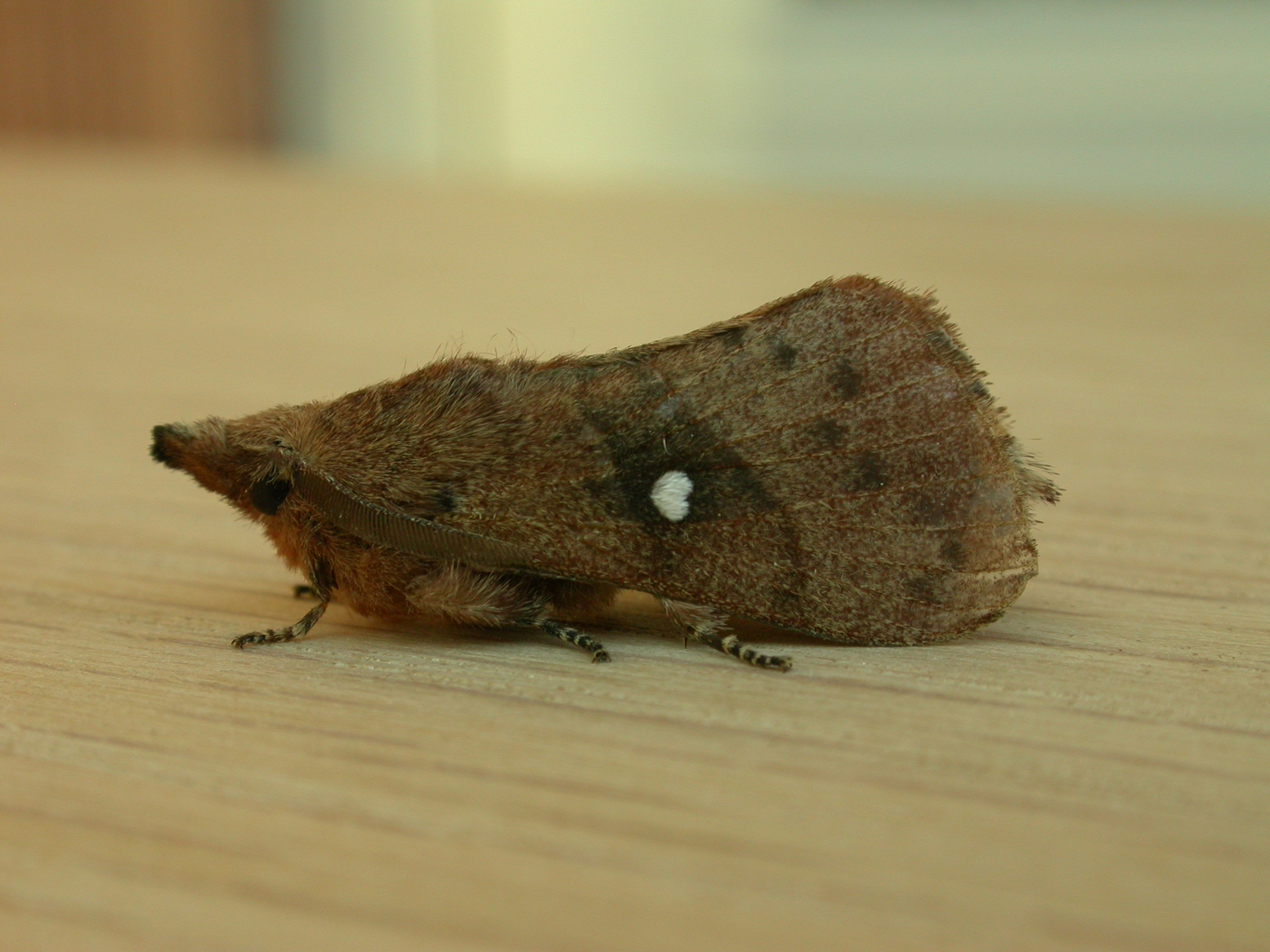
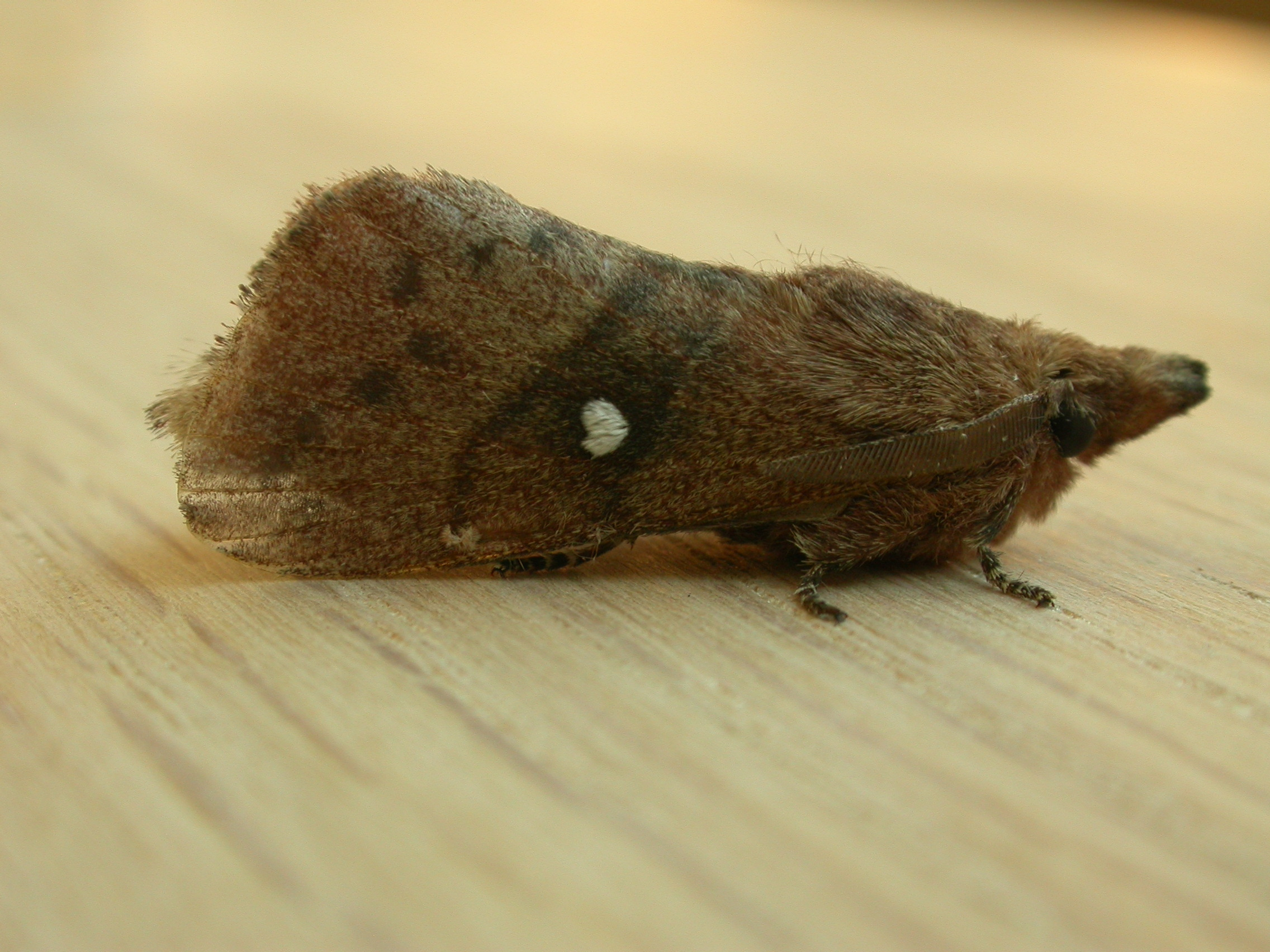
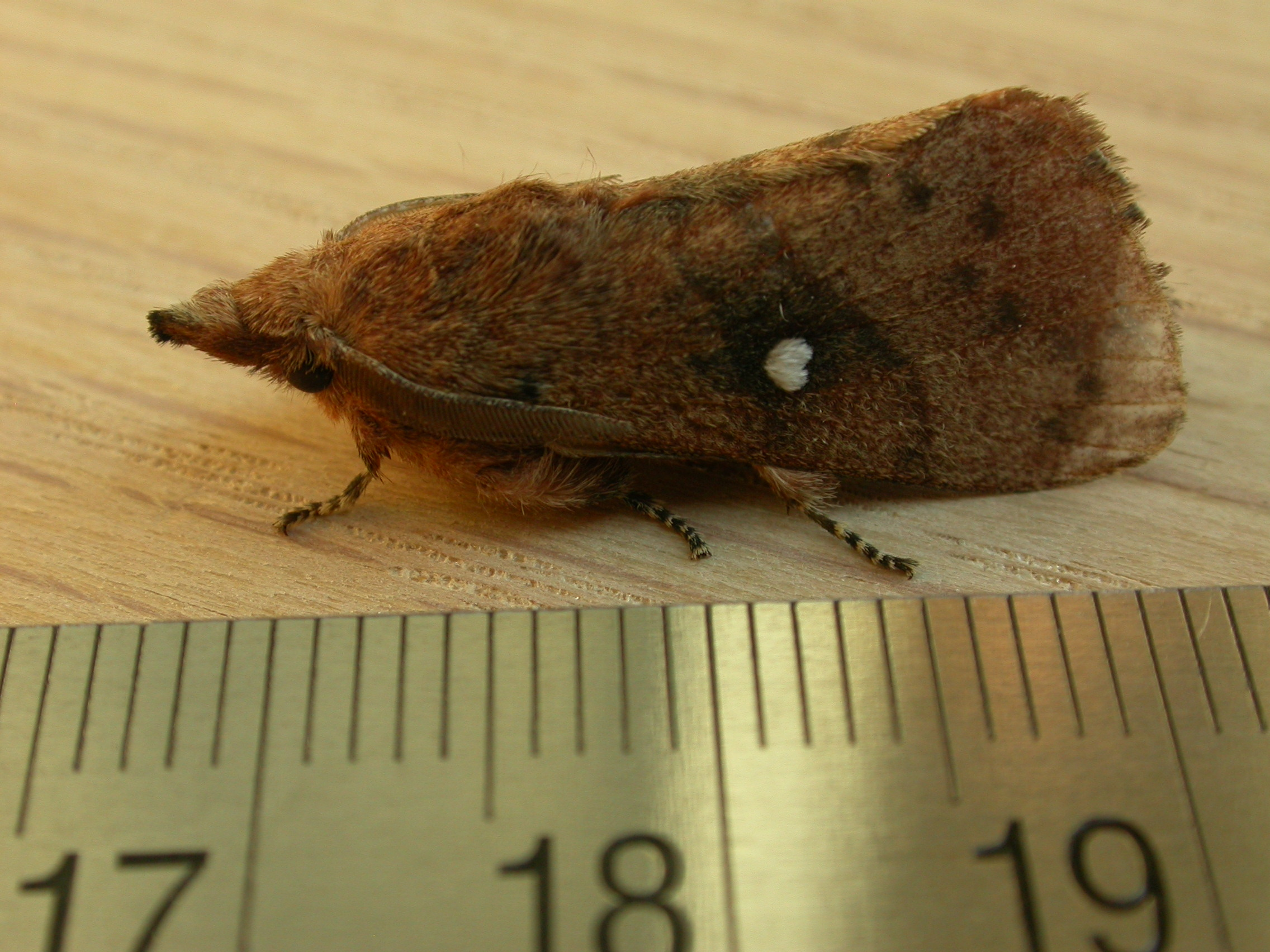
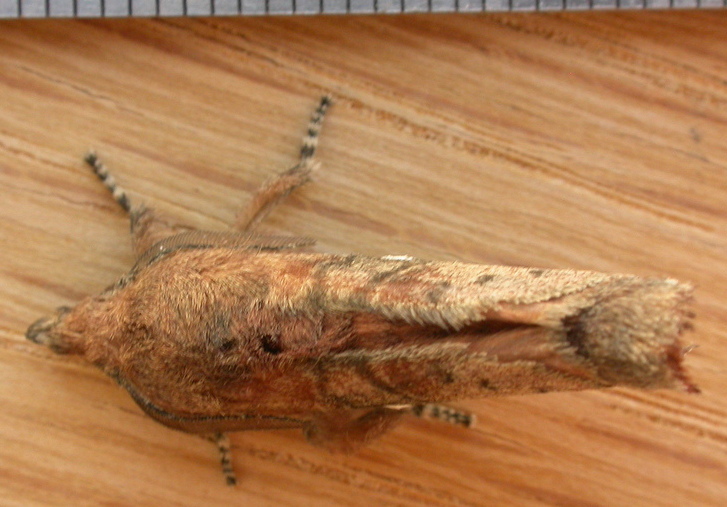
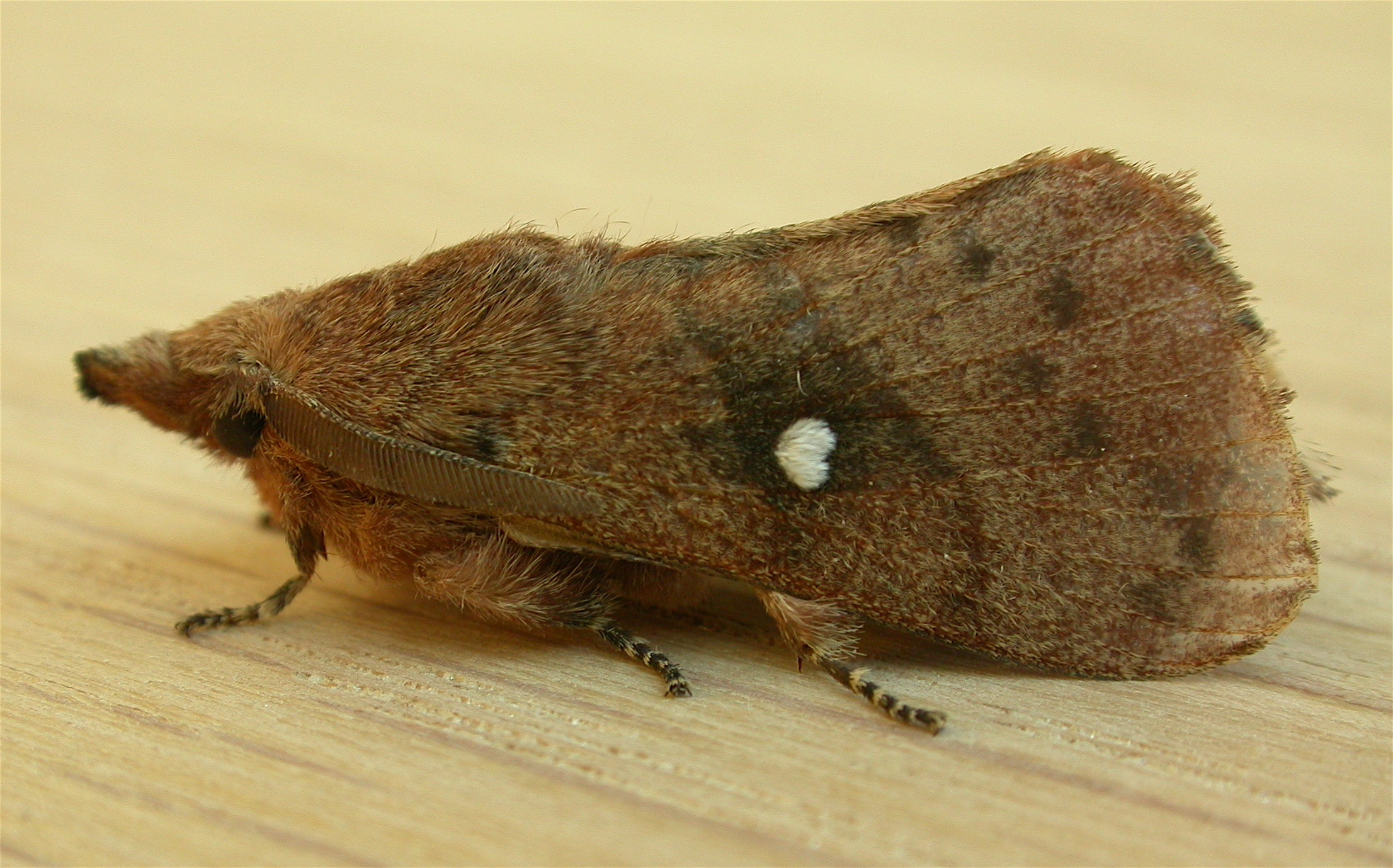